# Wróblewscy herbu Lubicz
Wróblewscy herbu Lubicz – polski ród szlachecki pieczętujący się herbem Lubicz.

## Historia rodu
Rodzina wywodzi się z czasów Rzeczypospolitej Obojga Narodów. Nie ma potwierdzenia, który Wróblewski jako pierwszy otrzymał herb Lubicz. Według tradycji rodzinnych, część rodziny przeniosła się do Krakowa i okolic, aby chronić przed represjami związanymi z udziałem w działaniach niepodległościowych część pozostałą pod zaborem rosyjskim, z której: Stefan, syn Wincentego, Jan, Józef i Franciszek, synowie Dominika zostali wylegitymowani i uzyskali potwierdzenie  szlachectwa.

## Znani członkowie rodu
- Stanisław Wróblewski, prawnik
- Władysław Wróblewski, polityk i premier Polski